# Cartoline da qui
Cartoline da qui è il 36º ed l'ultimo album in studio del gruppo musicale italiano Nomadi, pubblicato nel 2023, anticipato dall'omonimo singolo e l'ultimo con la presenza del batterista Daniele Campani, che lascerà la band il 24 novembre dello stesso anno, sostituto poi da Domenico Inguaggiato.

## Descrizione
I brani Noi in musica e Musica in noi sono dei testi di Francesco Guccini letti sulla musica del gruppo dall'attore e amico Neri Marcorè, mentre il brano Un'altra rosa è cantato insieme ad Antonella Lo Coco.

## Tracce
1. Noi in musica (feat. Neri Marcorè) – 0:50 (F. Guccini, G. Carletti)
2. Gente di parola – 3:36
3. Posso farti una domanda – 3:45 (L. Cerquetti, M. Vecchi, Y. Cilloni, F. Capozucca, G. Carletti)
4. Dillo piano – 4:15
5. Cartoline da qui – 3:52
6. A volte capita – 4:24
7. Barbanera – 4:09
8. I ragazzi del ponte – 4:00
9. Il caporale – 3:49
10. Un'altra rosa (feat. Antonella Lo Coco) – 4:22
11. Questa età che vola – 4:14
12. Musica in noi (feat. Neri Marcorè) – 0:37 (F. Guccini, G. Carletti)

Durata totale: 41:53

## Formazione
- Yuri Cilloni - voce
- Beppe Carletti - tastiere
- Cico Falzone - chitarre
- Massimo Vecchi - basso, voce
- Daniele Campani - batteria
- Sergio Reggioli - violino